# Kupina (biljni rod)
Kupina (kupinjača, malina, jagodnjača, ostruga, lat. Rubus), veliki biljni rod iz porodice ružovki, kojemu pripada 1550 vrsta listopadnih, poluzimzelenih i vazdazelenih trajnica, penjačica i grmova. 
Latinsko ime roda potječe od ruber (crven), zbog crvenih plodova koje imaju više vrsta ovog roda. Hrvatski naziv ovog roda je kupina i malina, po njegovim najpoznatijim predstavnicima.

## Opis
Kupine, (rod Rubus), veliki je rod cvjetnica iz porodice ruža (Rosaceae), koji se sastoji od obično bodljikavih grmova. Kupine se prirodno pojavljuju diljem svijeta, osobito u umjerenim područjima, a brojne su invazivne vrste izvan svog izvornog područja. Mnoge se naširoko uzgajaju zbog svojih plodova, uključujući maline, kupine i hibride kao što su “loganberries” i “boysenberries”.
Kupine su obično uspravni grmovi sa stabljikama nalik trsci, iako su neke vrste zeljaste. Mnoge se šire vegetativno i često su naoružani bodljama ili dlačicama duž svojih grana. Listovi mogu biti jednostavni ili složeni i često su nazubljeni ili režnjeviti; niz vrsta je listopadnih. Cvjetovi s pet latica obično su bijeli ili ružičasti i daju karakterističan plod poznat kao zbirna koštunica (“aggregate of drupelets”). Mnoge vrste slobodno hibridiziraju jedna s drugom, čineći klasifikaciju iznimno teškom.

## Vrste
Vidi Popis vrsta roda Rubus